# Regioni slovene per indice di sviluppo umano
Questa è una lista delle regioni statistiche della Slovenia per indice di sviluppo umano del 2017.
| Posizione                 | Regione                   | ISU (2017)                | Comparabile con (2017)    |
| Sviluppo umano molto alto | Sviluppo umano molto alto | Sviluppo umano molto alto | Sviluppo umano molto alto |
| ------------------------- | ------------------------- | ------------------------- | ------------------------- |
| 1                         | Slovenia centrale         | 0.930                     | Danimarca                 |
| 2                         | Litorale-Carso            | 0.896                     | Francia, Spagna           |
| –                         | Slovenia                  | 0.896                     | Francia, Spagna           |
| 3                         | Alta Carniola             | 0.895                     | Spagna                    |
| 4                         | Goriziano                 | 0.887                     | Rep. Ceca                 |
| 5                         | Savinia                   | 0.882                     | Italia                    |
| 5                         | Slovenia Sudorientale     | 0.882                     | Italia                    |
| 7                         | Oltredrava                | 0.880                     | Italia                    |
| 8                         | Carniola Interna-Carso    | 0.871                     | Estonia                   |
| 9                         | Oltresava Inferiore       | 0.870                     | Grecia                    |
| 10                        | Carinzia                  | 0.869                     | Cipro                     |
| 11                        | Murania                   | 0.856                     | Qatar                     |
| 12                        | Sava Centrale             | 0.849                     | Lituania, Portogallo      |